# 皮尔斯·塞勒斯
皮尔斯·约翰·塞勒斯 OBE （1955年4月11日—2016年12月23日）是英裔美国气象学家、美国宇航局宇航员和NASA/GSFC地球科学部主任。他是执行过三次航天飞机任务的老手。塞勒斯就读于英国肯特郡的克兰布鲁克学校直至1973年，并于1976年获得爱丁堡大学生态科学学士学位。 1981年，他获得了利兹大学的生物气象学博士学位。 2011年，塞勒斯从美国宇航局宇航员队退役。 
在加入宇航员团队之前，塞勒斯在美国宇航局戈达德太空飞行中心工作，研究地球生物圈和大气如何相互作用。这项工作涉及利用飞机、卫星和地面支持输入的气候系统计算机建模和现场工作。